# Aplysilla polyraphis
Aplysilla polyraphis är en svampdjursart som beskrevs av de Laubenfels 1930. Aplysilla polyraphis ingår i släktet Aplysilla och familjen Darwinellidae. Inga underarter finns listade i Catalogue of Life.